# Каличела (Парма)
Каличела је насеље у Италији у округу Парма, региону Емилија-Ромања.
Према процени из 2011. у насељу је живело 137 становника. Насеље се налази на надморској висини од 201 м.